# Janów (Podlachia)
Janów è un comune rurale polacco del distretto di Sokółka, nel voivodato della Podlachia.
Ricopre una superficie di 207,84 km² e nel 2004 contava 4 469 abitanti.